# سيد كورمان
سيد كورمان (بالإنجليزية: Cid Corman)‏ هو مترجم وشاعر أمريكي، ولد في 29 يونيو 1924 في بوسطن في الولايات المتحدة، وتوفي في 12 مارس 2004 في كيوتو في اليابان بسبب نوبة قلبية.

## وصلات خارجية
- سيد كورمان على موقع إن إن دي بي (الإنجليزية)